# 奥田誠一
奥田 誠一（おくだ せいいち、1883年6月15日 - 1955年10月27日）は、日本の陶磁器研究家。
三重県津市西新町出身。三重県尋常中学、東京帝国大学文科大学心理学科卒。号は次郎坊、無背庵、無背道人、無背廬。東大心理学科副手、東大美術史研究室助手を経て、特許局勤務、農商務省技師を兼任した。古陶磁を研究し、1914年、東京帝国大学文科大学心理学教室内に大河内正敏らと陶磁器研究会を開設。のち、同会に属する大河内正敏、佐藤功一ら会員有志により結成された彩壺会に参加。1924年、東洋陶磁研究所を創設。国宝保存会委員、文化財専門審議会専門委員、重要美術品等調査会委員、東大講師、工大講師、帝室博物館学芸課学芸委員。多くの国宝、重文、重美指定に関与した。

## 著書
- 湖東焼 辻本寫眞工藝社出版部 1920
- 清澄園蒐藏陶磁目録 支那古陶磁 不明 1920
- 鐘渓窯 第1輯 不明 1922[5]
- 雲鶴靑磁 彩壺會 1923
- 朝鮮三島の話 彩壺會 1924
- 陶磁器の鑑賞に就て 彩壺會 1925
- 三河内焼（平戸焼）に就て 彩壺會 1925
- 唐津焼の話 彩壺會 1925
- 染付と赤繪 彩壺會 1926
- 安南燒及其系統 彩壺會 1926
- 六兵衛と其系統の陶器 彩壺會 1926
- 安東燒及其系統 彩壺會 1926
- 八代燒に就て 彩壺會 1927
- 瀬戸燒の趣味 彩壺會 1927
- 日本工藝史概説 雄山閣 1931
- 支那工芸図鑑 第2輯 帝國工藝會 1932
- 呉須赤繪圖鑑 東洋陶磁研究所 1932
- 古染付皿百選 山中商會 1933
- 古赤繪皿百選 山中商會 1933
- 古九谷の再檢討 彩壺會 1934
- 岩波講座日本歴史 87 江戸時代の工藝 岩波書店 1934
- 肥後の焼物に就て 彩壺會 1935
- 清朝精磁説 彩壺會 1935
- 陶器の讀み方 彩壺會 1935
- 東京帝室博物館講演集 第6冊 帝室博物館 1935
- 陶器圖録 雄山閣 1939
- 日本ノ工藝 Japanese industrial arts 国際観光協會 1941[6]
- 陶磁器の識得 無求會 1945
- 茶碗談義 創藝社 1948
- 陶磁器識得論 創藝社 1948
- 床餝読本 雄山閣 1948
- 龍泉懐古 座右寶刊行會 1948
- 陶器大學 座右寶刊行會 1949
- 仁清乾山 小山書店 1949
- 陶器の讀み方 創藝社 1951
- 東洋古陶磁の槪觀 東京國立博物館 1953
- 安南陶磁圖鑑 國際商事 1954

## 共編著
- 陶磁器百選 辻本寫眞工藝社出版部 1917～1924[7]
- 古香堂清賞 畫報社 1918[8]
- 彩華 彩華社 1924～1929[9]
- 東洋陶磁集成 第1輯～第4輯 辻本寫眞工藝社出版部 1925～? 第5輯～第12輯 東洋陶磁研究所 1928～1932
- 美術講話集 第1輯 親交研究会 1926[10]
- 陶磁 第1巻第1號～第14巻第1號 東洋陶磁研究所 1927～1943
- 考古学講座18 金工史・日本陶磁器史概説 香取秀眞共著 雄山閣 1929
- 明治大正史 第4巻（国勢篇） 明治大正史刊行会 1929
- 趣味講座 ラヂオ講演 第1卷 日本放送協会関東支部 1929
- 財団法人啓明会講演集 第41回 支那の工芸 伊東忠太共著 啓明会 1931
- 大支那大系 第10巻 （美術・工芸篇 上巻） 万里閣書房 1931
- 心理学及芸術の研究 松本亦太郎博士在職二五年記念 改造社 1931
- 名陶我觀 第1輯～第15輯 彩華社 1931～1932
- 趣味の陶磁器 雄山閣 1938
- 発明年鑑 昭和15年 帝國發明協會 1939
- 宋胡録図鑒 座右寶刊行會 1944
- 東亜の文化 帝室博物館 1944
- 讃岐史談 第7巻第2、3合併號 讃岐史談會 1946
- 明代の染付と赤絵 創藝社 1953
- 大河内正敏 人とその事業 日刊工業新聞社 1954
- 日本の陶磁 小山富士夫,林屋晴三共編 東都文化出版 1954
- 中国の陶磁 広田不孤斎,田中作太郎,林屋晴三共編 東都文化出版 1955
- 新修茶道全集 巻3 春秋社 1955
- 世界陶磁全集 座右寶刊行会 1955

## 参考
- 日本人名大辞典